# Ulrich von Brockdorff-Rantzau
 (novembre 2019).
Si vous disposez d'ouvrages ou d'articles de référence ou si vous connaissez des sites web de qualité traitant du thème abordé ici, merci de compléter l'article en donnant les références utiles à sa vérifiabilité et en les liant à la section « Notes et références ».
Ulrich Graf  von Brockdorff-Rantzau, né le 29 mai 1869 à Schleswig (province du Schleswig-Holstein) et mort le 8 septembre 1928 à Berlin, est un diplomate et homme politique allemand.
Ministre des Affaires étrangères en 1919, il est ambassadeur en URSS entre 1922 et 1928.

## Biographie

### Sous l'Empire
Issu de deux lignées comtales du Holstein, les Rantzau (de) et les Brockdorff, Ulrich von Brockdorff-Rantzau entre dans la carrière diplomatique en 1894.
Il a une carrière assez classique pour un aristocrate doué et ambitieux ayant des relations à la Cour de Guillaume II (dont une parenté avec le chancelier Bernhard von Bülow) et dans les milieux gouvernementaux. Il est secrétaire d'ambassade à Saint-Pétersbourg (1897-1901) et à Vienne (1902-1905 et 1907-1909), deux capitales essentielles pour la politique allemande. À Vienne, il fréquente le cercle de Houston Stewart Chamberlain avec lequel il entretient une correspondance suivie jusqu'en 1914, correspondance qui témoigne de son intérêt pour les spéculations d'ordre philosophique. Il ne semble pas être influencé par l'antisémitisme de Chamberlain. Consul général à Budapest de 1909 à 1912, il montre un intérêt particulier pour les questions économiques, qui caractérisera toute sa carrière. Il est partisan d'une pénétration économique pacifique de l'Allemagne en Mitteleuropa.
Ambassadeur à Copenhague (1912-1918), il échoue dans sa tentative de régler le délicat problème de la minorité danoise du Schleswig-Holstein. Il souhaite surtout détacher le Danemark  et les autres pays Scandinaves de la sphère d'influence britannique pour l'intégrer dans la sphère économique allemande. Partisan d'une politique libre-échangiste, il compte sur la puissance économique pour affirmer la prépondérance allemande en Europe centrale et en Europe du Nord. Il contribue en 1914 à la neutralité bienveillante du Danemark et évite des mesures militaires à l'encontre du royaume. Il mène une active politique de propagande depuis Copenhague et participe à plusieurs sondages de paix en direction de la Russie. Surtout, il est converti par l'émigré russe Alexandre Parvus à l'idée de favoriser la révolution en Russie. Dès décembre 1915, il s'efforce de convaincre Theobald von Bethmann Hollweg. L'idée est de provoquer un démembrement de l'Empire russe, d'intégrer une Russie affaiblie dans la sphère d'influence allemande et de lutter alors, à armes égales, contre la domination économique britannique. Il contribue à la décision du transfert de Vladimir Lénine en Russie.
Dès cette époque, il n'agit pas comme simple diplomate mais prétend contribuer à la définition de la politique allemande, n'hésitant pas à s'opposer à Berlin. Ses relations avec la Oberste Heeresleitung (le commandement suprême de l'armée allemande lors de la Première Guerre mondiale) sont difficiles, ce qui renforce son antipathie à l'égard des militaires. Il noue, par contre, d'excellentes relations avec les sociaux-démocrates allemands. Aussi le proposent-ils comme secrétaire d'État aux Affaires étrangères lors de la formation du gouvernement Max de Bade, en octobre 1918. Il refuse, estimant ne pas avoir suffisant d'autonomie pour mener la politique qu'il appelle de ses vœux.

### Durant la république de Weimar
Persuadé de la nécessité de réformes et très critique à l'égard du régime, il s'adapte aisément à la nouvelle situation et accepte, en décembre 1918, le poste de secrétaire d'État aux Affaires étrangères, proposé par Friedrich Ebert et Philipp Scheidemann. Il pose des conditions (soutien total à sa politique, élection rapide d'une Assemblée constituante, maintien d'une économie libérale, limitation de la compétence des soviets) qui montrent qu'il entend affirmer la priorité de la politique étrangère et la diriger seul. Il est persuadé que la nouvelle Allemagne démocratique a un droit moral à une paix juste et à la réintégration sur un pied d'égalité dans le cercle des puissances européennes. Pour y parvenir, elle doit s'appuyer sur son potentiel économique intact, sur sa capacité de consommation et sur le fait qu'une Allemagne trop affaiblie serait une porte ouverte au bolchevisme. Il s'agit de convaincre les États-Unis de l'intérêt que représente pour eux une Allemagne prospère.
Il refuse un traité inapplicable qui mettrait durablement l'Allemagne à la merci de l'Entente. Face aux exigences de Ferdinand Foch, en février 1919, il se prononce pour une rupture des négociations à la Commission d'armistice, mais se heurte à un refus de son gouvernement. Dès lors, il commence à développer un sentiment d'échec qui va jusqu'au délire de persécution. Il est persuadé que l'on sabote sa politique et dénonce, en particulier, l'action néfaste de Matthias Erzberger, chef de la délégation allemande à la Commission d'armistice, partisan d'une attitude plus conciliante.
Il est par ailleurs, convaincu et le restera jusqu'à sa fin qu'un rejet du traité précipiterait l'éclatement de l'Entente et permettrait à l'Allemagne de se rapprocher des Anglo-Saxons. À Versailles, il adopte une attitude intransigeante, s'élève violemment contre la thèse de la culpabilité exclusive de l'Allemagne et remet un mémorandum sur la question aux Alliés, malgré l'opposition de son gouvernement. Refusant la signature, il quitte Versailles et la conférence de paix, puis démissionne en juin de son poste de ministre des Affaires étrangères.
En 1922, il devient ambassadeur en Union soviétique où il travaille, avec Gueorgui Tchitcherine, à la consolidation du rapprochement germano-soviétique inauguré par le traité de Rapallo. En avril 1926, le traité germano-soviétique de Berlin contrebalance le traité de Locarno de 1925, qui semblait trop rapprocher l'Allemagne des puissances occidentales.